# Marlierea caudata
Marlierea caudata är en myrtenväxtart som beskrevs av Mcvaugh. Marlierea caudata ingår i släktet Marlierea och familjen myrtenväxter. Inga underarter finns listade i Catalogue of Life.